# Tani Oluwaseyi
Tani Oluwaseyi (Abuja, 2000. május 15. –) kanadai válogatott labdarúgó, az amerikai Minnesota United csatára.

## Pályafutása

### Klubcsapatokban
Oluwaseyi a nigériai fővárosban, Abujában született. Az ifjúsági pályafutását az amerikai Erin Mills csapatában kezdte, majd a GPS Akadémián folytatta.
2021-ben mutatkozott be a Manhattan felnőtt keretében. 2022. január 11-én az észak-amerikai első osztályban szereplő Minnesota United szerződtette. Először a 2023. február 26-ai, Dallas ellen idegenben 1–0-ra megnyert mérkőzés 89. percében, Robin Lod cseréjeként lépett pályára. A 2023-as szezon nagy részében a másodosztályú San Antonio csapatánál szerepelt kölcsönben, ahol 18 gólt és 7 gólpasszt osztott ki 27 mérkőzés alatt. Az első gólját 2024. március 2-án, a címvédő Columbus Crew ellen hazai pályán 1–1-es döntetlennel végződő találkozón szerezte meg.

### A válogatottban
Oluwaseyi 2024-ben debütált a kanadai válogatottban. Először a 2024. június 8-ai, Franciaország ellen 0–0-ás döntetlennel zárult barátságos mérkőzés 84. percében, Ismaël Konét váletva lépett pályára. Első gólját 2025. március 22-én, az USA ellen 2–1-re megnyert Nemzetek Ligája bronzmérkőzésen szerezte meg.

## Statisztikák
2024. július 31. szerint
| Klub                     | Szezon   | Osztály          | Bajnokság | Bajnokság | Kupa  | Kupa | Nemzetközi | Nemzetközi | Összesen | Összesen |
| Klub                     | Szezon   | Osztály          | Meccs     | Gól       | Meccs | Gól  | Meccs      | Gól        | Meccs    | Gól      |
| ------------------------ | -------- | ---------------- | --------- | --------- | ----- | ---- | ---------- | ---------- | -------- | -------- |
| Minnesota United         | 2023     | MLS              | 2         | 0         | 1     | 0    | —          | —          | 3        | 0        |
| Minnesota United         | 2024     | MLS              | 17        | 8         | 0     | 0    | 2          | 0          | 19       | 8        |
| San Antonio (kölcsönben) | 2023     | USL Championship | 27        | 18        | 0     | 0    | —          | —          | 27       | 18       |
| Összesen                 | Összesen | Összesen         | 46        | 26        | 1     | 0    | 2          | 0          | 49       | 26       |

### A válogatottban
| Válogatott | Év       | Pályára lépés | Gól |
| ---------- | -------- | ------------- | --- |
| Kanada     | 2024     | 9             | 0   |
| Kanada     | 2025     | 2             | 1   |
| Összesen   | Összesen | 11            | 1   |

#### Góljai a válogatottban
| # | Időpont           | Helyszín                                           | Ellenfél         | Gólok | Eredmény | Kiírás                                |
| - | ----------------- | -------------------------------------------------- | ---------------- | ----- | -------- | ------------------------------------- |
| 1 | 2025. március 23. | SoFi Stadion, Inglewood, Amerikai Egyesült Államok | Egyesült Államok | 1–0   | 2–1      | 2024–2025-ös CONCACAF Nemzetek ligája |